# Vittorio Colizzi
Vittorio Colizzi (né le 7 février 1949 à Rome) est un des chercheurs sur le VIH/SIDA en Europe.

## Biographie
Vittorip Colizzi dirige le laboratoire de Pathologie immunochimique et moléculaire au département de Biologie de l'université de Tor Vergata à Rome. Avec son collègue français Luc Montagnier, il participe à plusieurs conférences, notamment en Afrique, pour lutter contre la propagation du VIH. En outre, il est l'un des instigateurs d'un Centre de renom situé à Yaoundè au Cameroun : « le centre International de Référence sur la recherche sur la prévention et la prise en charge du VIH SIDA(CIRCB) ». Il fait d'ailleurs partie du Conseil scientifique et du conseil d'Administration de cette structure.